# Sinis (Halbinsel)

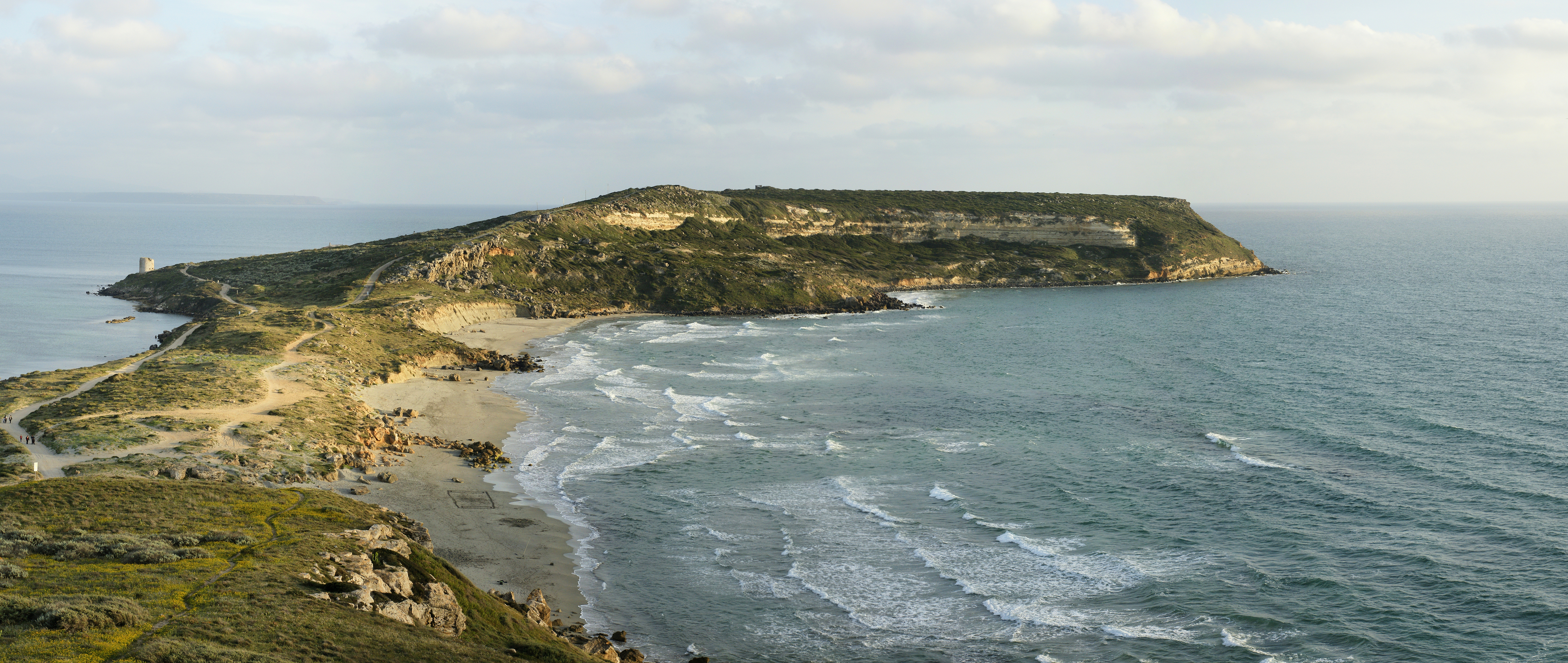
Capo San Marco, das Südende der Halbinsel

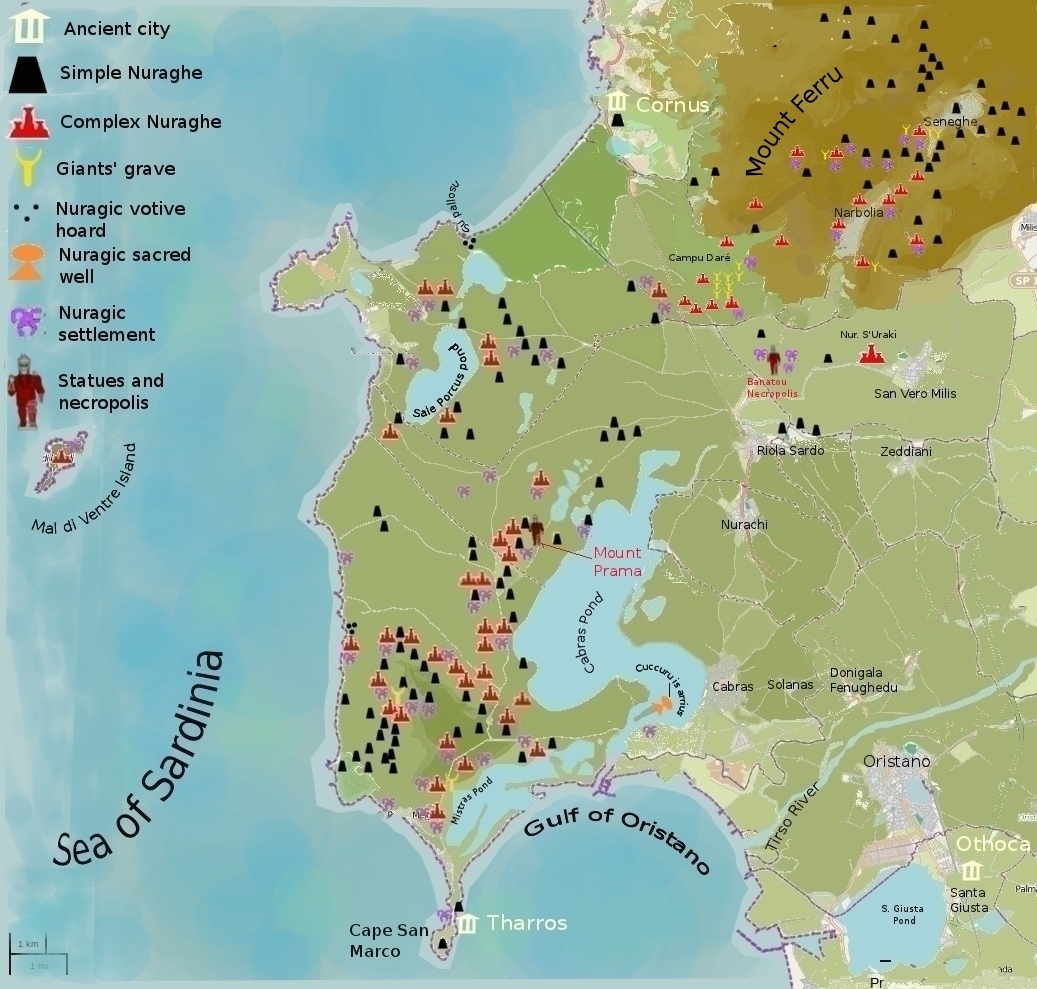
Die Sinis-Halbinsel

Die Halbinsel Sinis (italienisch Penisola del Sinis) liegt im Westen Sardiniens in der Provinz Oristano, die einst das Judikat Arborea war, neben den weiten, teils aus groben Korallensanden bestehenden Stränden und der trockenen Steppenlandschaft um die Stagni (Lagunen). Die 19 km lange und bis zu 5,8 km breite Halbinsel erstreckt sich zwischen dem Capo Mannu im Norden und dem Capo San Marco. Unterhalb des Stagno di Cabras (Binnensee) mit geschützten Flamingokolonien sind mehrere kulturelle Zeugnisse zu besichtigen:
- San Giovanni di Sinis, eine der ältesten Kirchen Italiens (in byzantinischem Stil).
- das Ipogeo di San Salvatore, unter der Wallfahrtskirche San Salvatore
- Tharros, die Ruinen der im 19. Jahrhundert wiederentdeckten punischen Stadt.
- Torre San Giovanni (17. Jahrhundert) und Torre Vecchia, zwei Sarazenentürme

Die vorzeitlichen Backofengräber von Cuccuru S’Arriu und die Funde vom Monte Prama lassen sich dagegen nur in Museen erschließen.
Auf der Sinis-Halbinsel wurden wenige, aber bedeutende archäologische Zeugnisse aus den Phasen vor der Nuraghen-Kultur gefunden. Die antike Bronze wird durch die Hypogäen der Nekropole von Serra ‘e is Araus in San Vero Milis und Sa Rocca tunda mit Elementen der frühe Bronzezeit dokumentiert. Die mittlere Bronzezeit ist auch in den Domus de Janas von Serra ‘e is Araus und in der Siedlung Sa Pesada Manna in Cabras nur spärlich dokumentiert. Bezeichnend ist, dass die letzten Zeugnisse der pränuraghischen Kulturen in wiederverwendeten hypogäischen Gräbern konzentriert sind. Was die Entstehung der Nuraghen-Kultur angeht, ist auf der Sinis-Halbinsel das merkwürdige Fehlen von Protonuraghen und Megalithgräbern festzustellen. Darin unterscheidet sich die Halbinsel von den Gebieten der Montiferru-Gebirgskette und der Campidano-Ebene. Die Halbinsel scheint, wie Alessandro Usai feststellt, nicht aktiv am Entstehen der nuraghischen Monumente beteiligt gewesen zu sein und während des größten Teils der mittleren Bronzezeit von verstreuten Siedlungen mit geringer Bevölkerungsdichte bevölkert gewesen zu sein.
Auf der Halbinsel, deren Strände ebenso wie die vorgelagerte Insel Mal di Ventre Meeresschutzgebiet sind, liegen die Ferienhausgebiete „Capu Mannu“ und „Is Arenas“. Etwa 150 Vogelarten brüten in und um die großflächigen flachen Seen; darunter Krähenscharben (Verwandte des Kormorans), Purpurhühner (Porphyrio), Seidenreiher (Egretta garzetta) und einige Falkenarten.